# 魚津断層

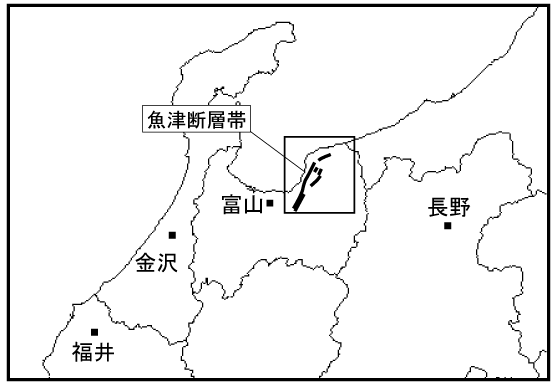
魚津断層帯の位置

魚津断層（うおづだんそう）は、富山県下新川郡朝日町から魚津市を通り立山町付近まで伸びる約32kmの活断層。約1km 離れて並行する2本の断層で構成されている。分類は逆断層。